# Limosina pseudoalbinervis
Limosina pseudoalbinervis är en tvåvingeart som beskrevs av Papp 1973. Limosina pseudoalbinervis ingår i släktet Limosina och familjen hoppflugor.
Artens utbredningsområde är Mongoliet. Inga underarter finns listade i Catalogue of Life.